# Stanton County, Kansas
Stanton County är ett administrativt område i delstaten Kansas, USA, med 2 235 invånare. Den administrativa huvudorten (county seat) är Johnson City.

## Geografi
Enligt United States Census Bureau har countyt en total area på 1 761 km². 1 761 km² av den arean är land och 0 km² är vatten.

### Angränsande countyn
- Hamilton County - norr
- Kearny County - nordost
- Grant County - öst
- Stevens County - sydost
- Morton County - söder
- Baca County, Colorado - väst
- Prowers County, Colorado - nordväst

### Orter
- Johnson City (huvudort)
- Manter